# Вердикт (фильм, 1982)
«Вердикт» (англ. The Verdict) (1982) — юридическая драма Сидни Люмета по сценарию Дэвида Мэмета, базирующаяся на одноимённом романе Барри Рида. Номинант на пять премий «Оскар» и  «Золотой глобус»: лучший фильм (Ричард Д. Занук и Дэвид Браун), лучший режиссёр, лучшая мужская роль (Пол Ньюман), лучшая мужская роль второго плана (Джеймс Мэйсон) и лучший адаптированный сценарий.
По версии Американского института кино фильм занимает 75-е место в списке 100 вдохновляющих фильмов и 4-е место в списке "10 лучших судебных драм" 10 фильмов из 10 жанров.

## Сюжет
Фрэнсис Гэлвин (Пол Ньюман) — некогда успешный, а теперь спившийся адвокат, ушедший по собственному желанию из элитной бостонской фирмы в Массачусетсе из-за подозрений в подкупе суда присяжных. Теперь, потеряв старых клиентов, он работает консультантом в похоронной конторе, представляясь другом покойных и давая родным свою карточку. Положение Фрэнка незавидное — периодически родственники раскрывают обман и выгоняют его. Микки Моррисси (Джек Уорден), друг и бывший старший партнёр Гэлвина, из жалости передает ему рутинное малоперспективное дело — юридическую поддержку иска родственников впавшей в кому роженицы против врачей католического госпиталя, который, как ожидается, должен разрешиться мировым соглашением. В случае успешного исхода дела семья пострадавшей получит выплату, а лечебное заведение избежит ненужной огласки.
Напившись в баре, ночью он проникает в свой бывший офис и громит его. Пьяного друга обнаруживает Моррисси, напоминающий, что дело состоится через десять дней, что он полтора года собирал материалы, а адвокат так и не повидался ни с истцами, ни с доктором Грубером, осматривавшем пострадавшую. Микки говорит, что его друг перестал существовать для него. Взяв в себя руки, Фрэнк посещает пострадавшую и встречается с её сестрой Салли (Роксанн Харт) и зятем Кевином (Джеймс Хэнди), предварительно закапав глаза.
Обстоятельства дела: Дебора "Дебби" Энн Кей, молодая женщина, будучи вполне здоровой, во время родов третьего ребёнка при проведении предварительной анестезии без видимых причин потеряла сознание и впала в кому. К моменту возбуждения судебного дела её мозг практически не функционирует, она потеряла зрение и слух и существует только по милости госпиталя Святой Екатерины — при поддержке аппаратов искусственного дыхания. Родственники-истцы, люди небогатые, несут непосильные для них расходы по содержанию пациентки и хотели бы получить компенсацию.
Вникнув в работу, Гэлвин понимает, что оно может и должно быть доведено до суда. Неизвестно, что стоит за его решимостью — жажда денег (процент от исковой суммы), желание справедливости или одержимость человека, получившего, возможно, последний шанс вернуться в общество.
Самоуверенный доктор-нонконформист Дэвид Грубер, единственный возможный свидетель, открыто критикующий начальство, сообщает, что несчастный случай произошёл по вине врачей, проводивших анестезию, по итогу чего девушка захлебнулась в рвоте и потеряла ребёнка, поэтому они скрывают обстоятельства дела, — однако улик нет. Грубер обещает адвокату выступить против работодателей. Гэлвин делает несколько фотографий больной и встречается с епископом Брофи (Эдвард Биннс), предлагающим замять дело во благо всех.

Епископ: В конце концов, речь идёт о непреходящих ценностях — для того, чтобы больница Святой Екатерины могла служить на благо обществу, она должна занимать в этом обществе подобающее положение. Главное — найти верный подход. Мы должны, с одной стороны, помнить о репутации и эффективности работы больницы и двух её ведущих врачей, с другой стороны — об интересах вашей клиентки. Женщина в расцвете сил внезапно потеряла всё — здоровье, семью... Это горе, ужасное горе. Поправить, конечно, уже ничего нельзя. И всё же, мы обязаны что-нибудь сделать. Всё, что мы можем сделать — поступить по совести. Это щедрое предложение, мистер Гэлвин. Ничто уже не поможет несчастной женщине, но мы по крайней мере стараемся возместить ущерб, поступаем благородно.
Гэлвин: Откуда взялась именно эта сумма?
Епископ: Мы сочли её достаточной...
Гэлвин: Вы сочли достаточной?
Епископ: Да.
Гэлвин: Меня несколько удивляет, как точно эта вот сумма 210 тысяч делится на три. Мне выходит ровно 70.
Епископ: Мы следовали совету, данному страховой компанией.
Гэлвин: Так и должно было быть.
Епископ: Как бы мы ни старались, мы не вернём ей здоровье.
Гэлвин: И никто правды не узнает.
Епископ: Какой правды?
Гэлвин: Что бедняжка доверилась двум людям, двум людям, которые отняли у неё жизнь. Она уже мертва. Она теперь всего лишь часть аппаратуры, к которой прикована. Она лишилась близких, лишилась дома. А всех людей, которые должны заботиться о ней — её врачей, вас, меня, нас просто купили, чтобы мы всё видели, чтобы мы всё видели в совершенно ином свете. Я пришёл сюда взять ваши деньги, я принёс эти фото, чтобы показать, за что получаю деньги. Но взять их не могу. Если возьму — всё кончено. Тогда я буду просто богатым гонщиком за скорыми. Нет, никак не могу, никак.
Епископ: Может, стоит ещё раз обсудить сумму, мистер Гэлвин? Как у вас с практикой?
Гэлвин:  Очень неважно. Клиент у меня только один.

Моррисси недоволен, что друг не согласился на сделку, но тот уверен, что выиграет "уже выигранное" дело. Суд назначен на 19 февраля в четверг. Эд Конкеннон (Джеймс Мэйсон), дорогостоящий адвокат епископа и докторов Барнса и Таулера, наказывает команде юристов из престижной фирмы пересмотреть показания и сыграть на кощунственности нападок на больницу, что осложнит ведение дела адвокату истцов. Гэлвин и Моррисси выясняют, что медсестра соврала в показаниях — якобы роженица поела за 9 часов до операции, хотя она сделала это за час. Они хотят выяснить, почему всё ещё работающая 49-летняя акушерка Морин Руни не дала показания.
В баре Фрэнк знакомится с Лорой Фишер (Шарлотта Рэмплинг) и рассказывает одинокой женщине, которая разошлась с мужем-адвокатом, обстоятельства дела. Они приходят в её квартиру и проводят вместе ночь, Гэлвин предварительно опускает фотографию матери Лоры.
Оба адвоката встречаются с судьёй Хойлом (Майло О’Ши), Гэлвин настаивает на решении отказаться от компенсации, что удивляет даже Хойла. Моррисси сообщает, что миссис Руни отказалась встречаться с ним.
Эта команда влезает в личные данные Гэлвина и даже подкупает его знакомую женщину, с тем чтобы она шпионила за Гэлвином. Кевин Донехи обвиняет адвоката в отказе от компенсации, но тот обещает сумму в 5-6 раз большую благодаря показаниям ценного свидетеля. Придя в госпиталь, Фрэнк узнаёт, что доктор Грубер не появлялся целый день. Дома его тоже не оказывается. Выясняется, что тот внезапно уезжает на неделю в оплаченный заграничный отпуск на остров в Карибском море прямо накануне процесса, связаться с ним нельзя. Всё это выглядит как элементарный подкуп нежелательного инсайдера. Фрэнк приходит на дом к судье и просит об отсрочке, но тот не симпатизирует самоуверенности Гэлвина.
Моррисси встречается с Лорой и рассказывает о деле, в ходе которого Фрэнк был обвинён в подкупе — тот узнал о подкупе влиятельной фирмой одного из присяжных и готовился сообщить об этом судье, несмотря на предостережения друга, но был остановлен и вынужден, разведясь, влачить подобное существование почти три с половиной года. Фрэнк пытается вернуться к вопросу о компенсации, но получает отказ. На место Грубера подыскивается наспех найденный свидетель — доктор Томпсон.
Конкеннон учит доктора Роберта Таулера, бывшего лечащим врачом потерпевшей 12 мая 1979 года, как правильно отвечать на суде. Во время родов произошла остановка сердца, и доктор Барнс, следуя "голубому коду" вскрыл трахею. Адвокат советует эмоционально говорить, что врачи сделали всё, от них зависящее. Гэлвин встречает анестезиолога Лайонела Томпсона (Джо Сенека) на вокзале и селит того в номер, после чего посещает Морин Руни (Джули Бовассо), отказывающуюся свидетельствовать. Адвокаты Конкеннона зачитывают тому досье чернокожего Томпсона, многократно свидетельствовавшего на процессах против врачебной халатности.
Моррисси сомневается в компетенции почти 74-летнего Томпсона, считающего, что хороший врач должен был учесть тошноту пациентки. Гэлвин понимает, что дело безнадёжно, и не получает поддержки Лоры, обвиняющей его в сдаче без боя. Он запирается в ванной, испытывая лёгкую дурноту.
День суда. Слово берёт Гэлвин, просящий присяжных судить по совести. Конкеннон подвергает сомнению полномочия и показания Томпсона, не имеющего медицинского диплома, но практикующего 46 лет, и знакомому с доктором медицины Таулером лишь по его книге "Методология и практика в анестезиологии". Принимается протест по поводу опроса свидетеля касаемо посещения больной. Исходя из изучения медицинской карты Томпсон считает, что сердце реанимировали значительно дольше, чем было сказано: 9-10 минут. Судья Хойл открыто вмешивается в допрос, поставив вопрос так, чтобы свидетель ответил, что халатность врачей не имела дело, тем самым создаёт преимущества для противоположной стороны — на грани, а иногда за гранью процессуальных норм. Объявляется перерыв, Гэлвин обвиняет Хойла в некомпетентности, потворстве защите и получении взяток на предыдущей должности адвоката. Тот в гневе прогоняет его.
Фрэнк замечает, что записи о реанимации пациентки остановились через четыре с половиной минуты после остановки сердца и возобновились через три. Доктор Таулер говорит, что у роженицы было малокровие. Заседание переносится, Гэлвин благодарит Томпсона и отпускает его.
Конкеннон подкупает Лору, дабы та сообщала о стратегии Гэлвина. Гэлвин находит миссис Руни в церкви при госпитале и сообщает, что отыскал медсестру Кейтлин Костелло Прайс, доставившую роженицу в больницу, записи о которой отсутствуют с 1976 года, и которая уволилась через две недели после инцидента.
Лора подслушивает телефонные разговоры Фрэнка и Микки, пытающихся отыскать Костелло. Благодаря анонимному письму адвокат узнаёт телефон бывшей медсестры, и представившись сотрудником отдела подписки, пытается выяснить её адрес, но выясняется, что срок её подписки истёк 3 года назад. Фрэнк звонит Лоре и сообщает, что летит в Нью-Йорк, та назначает ему встречу там, т.к. тоже отправляется туда якобы для оформления развода.
Гэлвин находит миссис Прайс (Линдсей Краус), работающую воспитателем в детском саду, и просит её об услугах няни для своего 4-летнего племянника. Та, увидев билет из Бостона, обо всём догадывается, но соглашается помочь.
От Микки Фрэнк узнаёт о предательстве Лоры и при свидетелях разбивает той губу оплеухой в баре. Девушка просит не вызывать полиции. В самолёте Моррисси сообщает, что Лора работала на нью-йоркского партнёра Конкеннона, но Гэлвин не хочет поднимать скандал.
Гэлвин цитирует страницу 512 книги Таулера о том, что пищу не рекомендуется принимать позднее, чем за 9 часов до анестезии, затем 518-ю — в течение часа после приёма пищи нельзя применять анестезию, что случилось с Деборой, хотя доктор настаивает, что та не ела.
К удивлению защиты вызывается Кейтлин Костелло Прайс, дежурная сестра приёмного покоя, подписавшая карту поступления. Та говорит, что пациентка плотно поела за час до поступления, что было зафиксировано. Допрос продолжает Конкеннон, обвиняющий свидетельницу в лжесвидетельстве, но та говорит, что у неё имеется копия документа с цифрой "1" вместо "9", т.к. доктор Таулер, не заглянувший в карту вследствие серии напряжённых родов, впоследствии заставил её изменить цифру, грозя увольнением. Но Конкеннон не сдаётся, говоря, что оригинал предпочтительнее копии и вновь заявляя протест о его предоставлении, которое принимается. Также адвокат просит исключить из дела слова Костелло, основанные на копии, что также принимается, судья призывает присяжных забыть о словах свидетельницы.
В своёй заключительной речи Гэлвин говорит о несправедливости правосудия, ведь богатые побеждают бедных. Но сегодня закон присяжные, а не книга, адвокат, статуя правосудия или величественный судья, ведь они — только символы стремления к справедливости. Чтобы поверить в неё, надо прежде поверить в себя. После совещания выносится вердикт — семье пострадавшей должна быть выплачена компенсация большая той, чем была предложена.
Выходя из зала суда, Гэлвин краем глаза замечает Лору, но той уже не оказывается на месте.
Фрэнсис, умиротворённо сидящий в офисе, не отвечает на долгий звонок Лоры.

## В ролях
- Пол Ньюман — Фрэнсис "Фрэнк" П. Гэлвин, адвокат
- Джек Уорден — Микки Моррисси, друг и старший партнёр Гэлвина
- Шарлотта Рэмплинг — Лора Фишер, любовница Гэлвина
- Джеймс Мэйсон — Эд Конкеннон, адвокат ответчиков
- Майло О’Ши — судья Хойл
- Линдсей Краус — Кейтлин Костелло Прайс, бывшая медсестра госпиталя
- Уэсли Эдди — доктор РобертТаулер, лечащий врач
- Джо Сенека — доктор Лайонел Томпсон, свидетель Гэлвина
- Джули Бовассо — Морин Руни, акушерка госпиталя
- Роксанн Харт — Салли Донехи, сестра пострадавшей, истец
- Джеймс Хэнди — Кевин Донехи, муж Салли
- Эдвард Биннс —  Брофи, епископ Бостона

В эпизодической роли зрителя на судебном процессе снялся начинающий актёрскую карьеру Брюс Уиллис, не упомянутый в титрах. Также в этой сцене на одном ряду справа от Брюса Уиллиса сидит Тобин Белл.
Первоначально на роль Гэлвина рассматривались Фрэнк Синатра и Дастин Хоффман. Роберт Редфорд был приглашен на пробы, однако отказался от роли после нескольких репетиций.

## Награды и номинации
| Премия                              | Категория                         | Номинант                     | Результат |
| ----------------------------------- | --------------------------------- | ---------------------------- | --------- |
| «Оскар»                             | Лучший фильм                      | Ричард Д. Занук, Дэвид Браун | Номинация |
| «Оскар»                             | Лучший режиссёр                   | Сидни Люмет                  | Номинация |
| «Оскар»                             | Лучшая мужская роль               | Пол Ньюман                   | Номинация |
| «Оскар»                             | Лучшая мужская роль второго плана | Джеймс Мэйсон                | Номинация |
| «Оскар»                             | Лучший адаптированный сценарий    | Дэвид Мэмет                  | Номинация |
| «Золотой глобус»                    | Лучший фильм — драма              |                              | Номинация |
| «Золотой глобус»                    | Лучший режиссёр                   | Сидни Люмет                  | Номинация |
| «Золотой глобус»                    | Лучшая мужская роль — драма       | Пол Ньюман                   | Номинация |
| «Золотой глобус»                    | Лучшая мужская роль второго плана | Джеймс Мэйсон                | Номинация |
| «Золотой глобус»                    | Лучший сценарий                   | Дэвид Мэмет                  | Номинация |
| Национальный совет кинокритиков США | Лучший режиссёр                   | Сидни Люмет                  | Победа    |
| Национальный совет кинокритиков США | ТОП 10 лучших фильмов года        |                              | Победа    |
| «Давид ди Донателло»                | Лучший иностранный актёр          | Пол Ньюман                   | Победа    |
| Премия Гильдии сценаристов США      | Лучшая адаптированная драма       | Дэвид Мэмет                  | Номинация |